# Partido da Social Democracia Brasileira
De Partido da Social Democracia Brasileira, afgekort PSDB (Nederlands: Braziliaanse Sociaaldemocratische Partij) is een sociaaldemocratische, christendemocratische en sociaal-liberale politieke partij in Brazilië. De partij werd gesticht op 25 juni 1988 als een centrumlinkse partij, maar verschoof naar het politiek centrum als gevolg van een alliantie met de centrumrechtse Democraten ter ondersteuning van het presidentschap van Fernando Henrique Cardoso. De PSDB is de derde partij in het Huis van Afgevaardigden en is de belangrijkste oppositiepartij tegen de regering-Rousseff van president Dilma Rousseff. Eerder was ze ook de belangrijkste oppositiepartij tegen president Lula da Silva. De belangrijkste regeringspartij, de Arbeiderspartij en de PSDB zijn bittere rivalen, alhoewel ze beiden ontstaan zijn als sociaaldemocratische oppositie tegen de militaire dictatuur in de jaren 1970 en 1980. Ze verbieden de facto elke vorm van samenwerking, op alle politieke niveaus.

## Geschiedenis
Door de dreigende val van de militaire dictatuur besloot een groep linkse intellectuelen een centrumlinkse partij op te richten. Sommigen probeerden samen te werken met de arbeidersbeweging rond Lula da Silva, maar de groepen slaagden er niet in zich te verenigen als gevolg van ideologische tegenstellingen. De socialisten vormden de Arbeiderspartij, terwijl de sociaaldemocraten lid bleven van de Braziliaanse Democratische Beweging Partij (PMDB).
De PSDB werd gesticht op 25 juni 1988 door leden van de PMDB gelinkt aan de Europese sociaaldemocratische beweging en in een poging om sociaaldemocraten, sociaalliberalen en christendemocraten te verenigen. Deze periode was een bijzonder woelige in de Braziliaanse politiek, aangezien de gekozen president Tancredo Neves in 1985 nog voor zijn installatie getroffen werd door een beroerte, en het land sindsdien werd geregeerd door zijn vice-president José Sarneij.
Verschillende partijen, onder meer de PMDB, namen deel aan een grondwetgevende vergadering om een grondwet op te stellen. Een groot deel van de PMDB-leden was ontevreden met de nieuwe grondwet. De PMDB is nog steeds een grote partij die gekenmerkt wordt door interne conflicten. Als reactie op deze ontevredenheid, scheurden enkele leden zich af om de PSDB op te richten. De stichtende leden en boegbeelden van de partij zijn onder meer José Serra en Geraldo Alckmin, de voormalige en huidige gouverneur van São Paulo en Fernando Henrique Cardoso, de 34e president van Brazilië.
Slechts zes jaar na de oprichting won PSDB de presidentsverkiezingen met Fernando Henrique Cardoso. De partij groeide sneller dan welke andere partij dan ook en presteert ook goed op de regionale en lokale niveaus.

## Ideologie
Alhoewel de PSDB zichzelf beschrijft als een centrumlinkse partij, zijn velen het hiermee oneens. De partij wordt vaak als centrumpartij aangeduid, vooral sinds Fernando Henrique Cardoso's Derde Weg-politiek. Hij beschreef de vragen omtrent de politieke situering van de PSDB als onbelangrijk, omdat politieke labels zoals "links" en "rechts" verouderd zijn. Het partijmanifest verwerpt populisme en fundamentalistisch nationalisme en neoliberalisme.
De partij is geen lid van de Socialistische Internationale, in tegenstelling tot de Arbeiderspartij, maar wel van de Christendemocratische Internationale. De partij heeft ook geen sterke banden met de vakbonden en heeft een erg beperkte invloed op vakbewegingen, zeker in vergelijking met veel kleinere partijen zoals de Communistische Partij van Brazilië.
In tegenstelling tot een grote meerderheid van de bevolking en partijen die een presidentieel regime aanhangen, zoals bleek in de referenda in 1963 en 1993, steunt de PSDB een parlementair regime. Na het verloren referendum in 1993 leverde de PSDB wel de president, namelijk Fernando Henrique Cardoso.

## Verkiezingsresultaten

### Parlementsverkiezingen
| Kamer                                                               | Kamer      | Kamer      | Kamer      | Kamer  | Kamer  | Senaat     | Senaat     | Senaat     | Senaat  | Senaat  | Senaat |
| Jaar                                                                | Stemmen    | Stemmen    | Stemmen    | Zetels | Zetels | Stemmen    | Stemmen    | Stemmen    | Zetels  | Zetels  | Zetels |
| Jaar                                                                | Aantal     | Percentage | Percentage | Aantal | +/-    | Aantal     | Percentage | Percentage | Gekozen | +/-     | Totaal |
| Jaar                                                                | Aantal     | %          | +/-        | Aantal | +/-    | Aantal     | %          | +/-        | Gekozen | +/-     | Totaal |
| ------------------------------------------------------------------- | ---------- | ---------- | ---------- | ------ | ------ | ---------- | ---------- | ---------- | ------- | ------- | ------ |
| 2006                                                                | 12.691.043 | 13,60      | –          | 65     | –      | 10.547.778 | 12,50      | –          | 5       | –       | 15     |
| 2010                                                                | 11.477.380 | 11,90      | -1,70      | 54     | -11    | 30.903.736 | 18,10      | 5,60       | 5       | Gedaald | 11     |
| 2014                                                                | 11.073.631 | 11,40      | -0,50      | 54     | 0      | 23.880.078 | 26,70      | 8,60       | 4       | Stabiel | 11     |
| 2018                                                                | 5.905.541  | 6,00       | -5,40      | 29     | -25    | 20.310.558 | 11,90      | -14,80     | 4       | Gedaald | 8      |
| 2022                                                                | 3.309.061  | 3,02       | -2,98      | 13     | -16    | 1.384.871  | 1,39       | -10,51     | 0       | Gedaald | 5      |
| Bron: Wikipedia - Braziliaanse parlementsverkiezingen 2006 t/m 2022 |            |            |            |        |        |            |            |            |         |         |        |

### Presidentsverkiezingen
Tijdens de presidentsverkiezingen in 2022 werd de PSDB samen met de MDB uitgeschakeld in de eerste ronde en eindigde op de derde plek.

Vicepresidentskandidaat
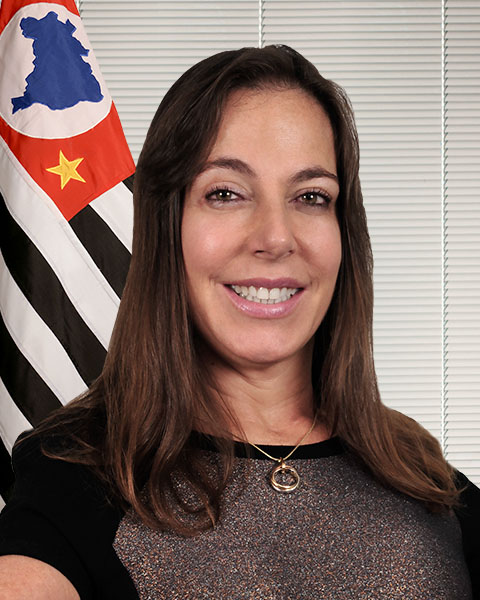
Mara Gabrilli Vicepresidentskandidaat in 2022

### Statenverkiezingen
In 2022 werden deze gouverneurs gekozen tijdens de Statenverkiezingen voor de Tucanos.

Huidige gouverneurs
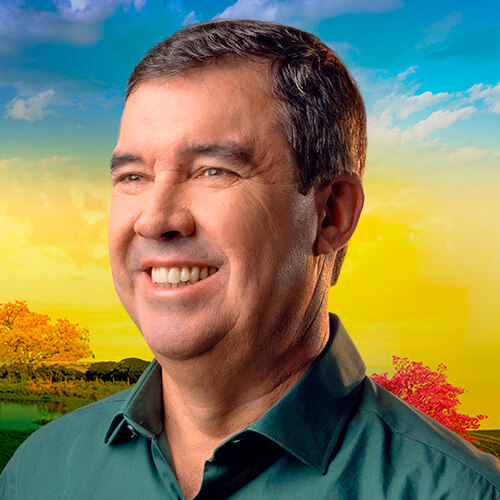
Eduardo Riedel Gouverneur van Mato Grosso do Sul
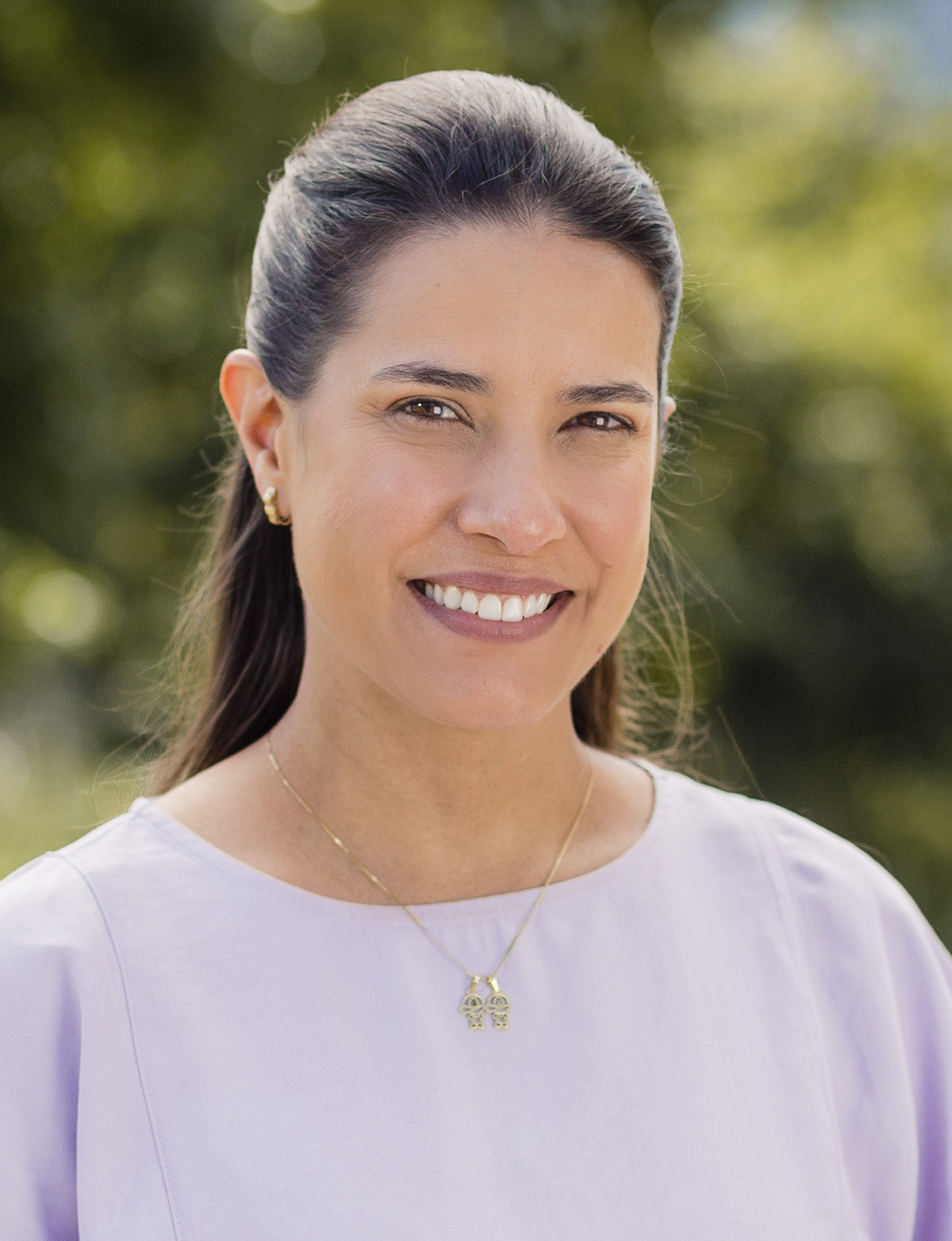
Raquel Lyra Gouverneur van Pernambuco
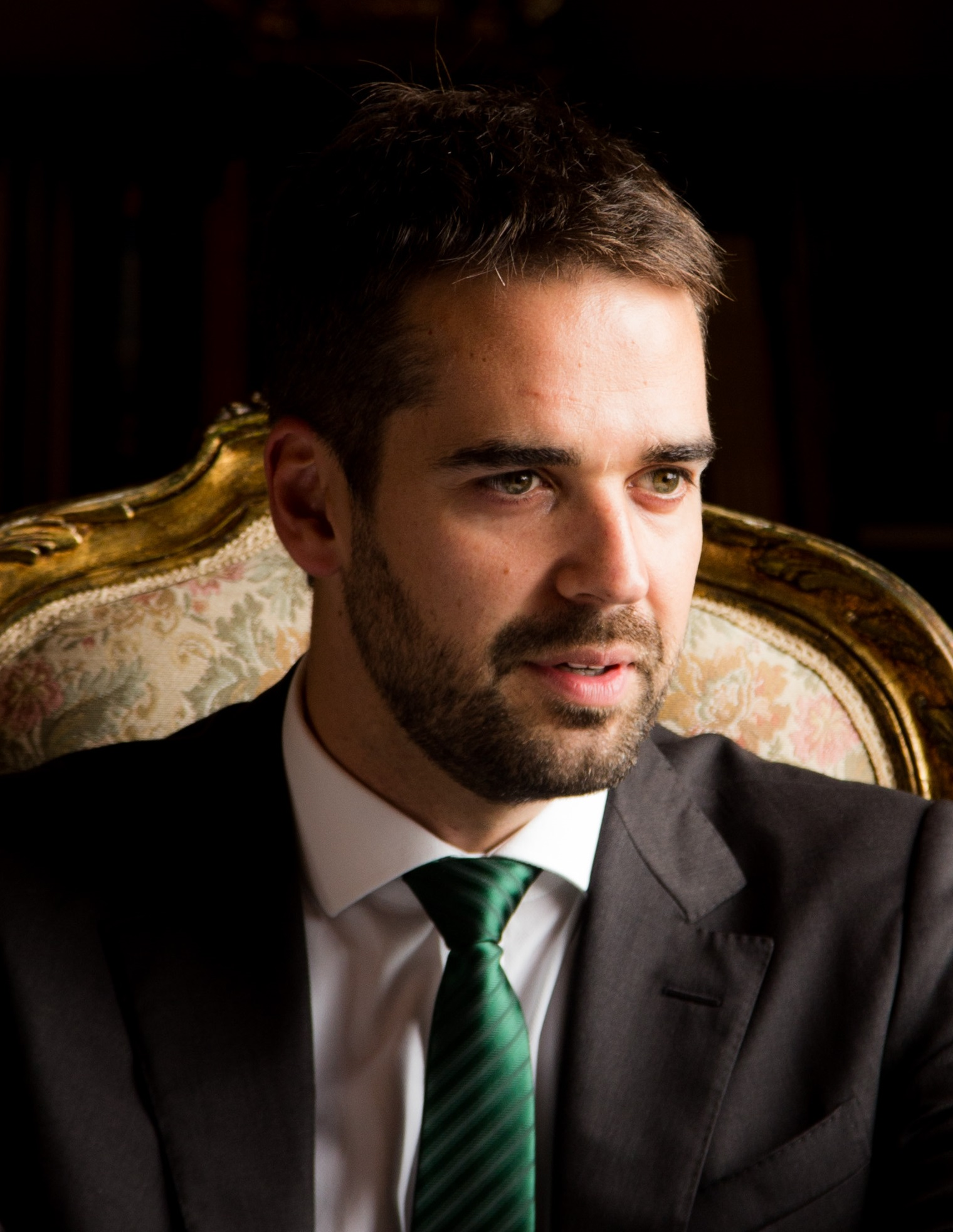
Eduardo Leite Gouverneur van Rio Grande do Sul

### Gemeentelijke verkiezingen
Bij de gemeentelijke verkiezingen van 2020 werden 520 burgemeesters en 4377 gemeenteleden gekozen voor de PSDB.

PSDB-burgemeesters
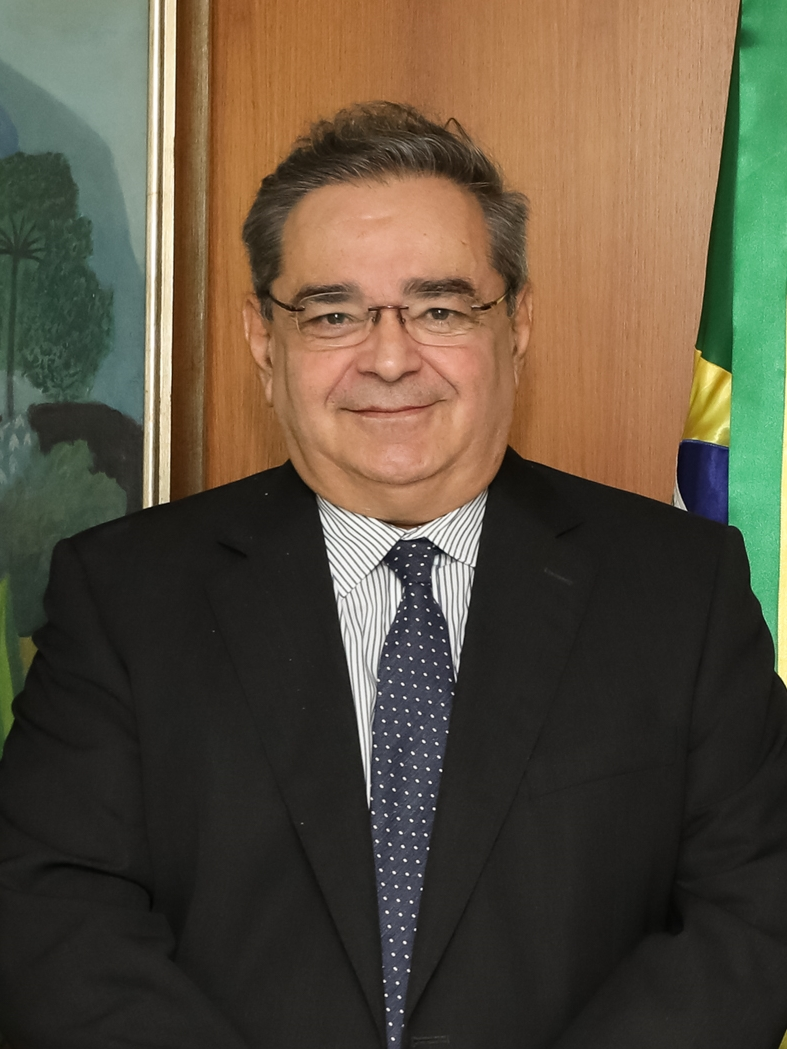
Álvaro Costa Dias Burgemeester van Natal (2018-heden)
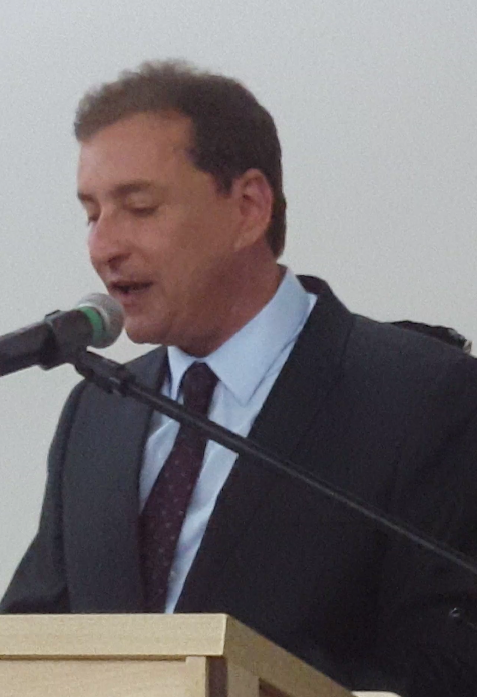
Hildon Chaves Burgemeester van Porto Velho (2017-heden)
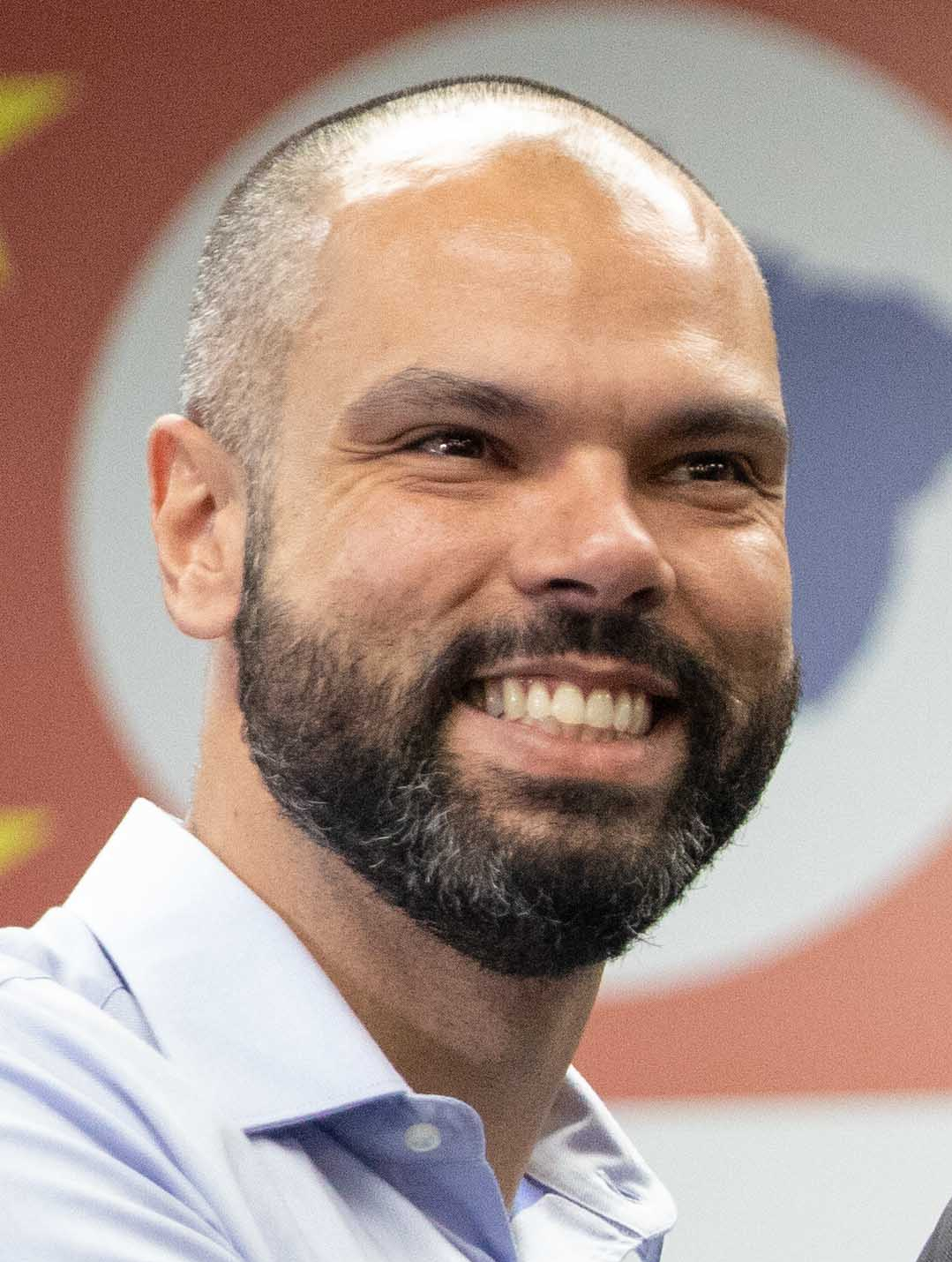
Bruno Covas Burgemeester van São Paulo (2018-2021)

## Bekende leden
- Fernando Henrique Cardoso